# Struszewo
Struszewo (kaszub. Strëszewò, niem. Strussow) – wieś kaszubska w Polsce położona na Pojezierzu Bytowskim, w województwie pomorskim, w powiecie bytowskim, w gminie Borzytuchom.
W latach 1975–1998 miejscowość administracyjnie należała do województwa słupskiego.